# Contrato oneroso
Contrato oneroso (del latín: contractus onerōsus) es un tipo de contrato en que ambas partes tienen obligaciones y ventajas económicas recíprocas. Los contratos onerosos más comunes son la compraventa, el arrendamiento, la sociedad, la permuta, el transporte y el contrato de trabajo.

## Características

### Conllevan la obligación de saneamiento
Los contratos onerosos tienen como rasgo distintivo a  el que le impone a su deudor la obligación de sanear la evicción, es decir, en caso de que la cosa objeto de la prestación padezca de vicios ocultos o en caso de que el acreedor sea privado de ella, el deudor tiene la obligación de amparar o indemnizar al acreedor de esta obligación.

### Generalmente constituyen obligaciones de hacer fungibles
Los contratos onerosos normalmente constituyen obligaciones de hacer fungibles, es decir, en que no importa si es desarrollada personalmente por el deudor o por un tercero. A contrario sensu, son los contratos gratuitos en que se observa una notable tendencia por tratarse de actos intuitu personæ (obligaciones de hacer no fungibles). De manera muy excepcional existen contratos onerosos en que se establecen obligaciones de hacer personalísimas o intuitu personæ, como el contrato de transacción.